# Иршаи, Евгений Маркович
Евгений Маркович Иршаи (словац. Jevgenij Iršai; род. 15 января 1951, Ленинград) — советский и словацкий композитор.
Сын скрипача Марка Александровича Иршаи (1921—2015), игравшего в оркестре Мариинского театра, и фортепианного педагога Валентины Яковлевны Кунде (1922—1990), заведующей фортепианным отделом Средней специальной музыкальной школы Ленинградской консерватории. Окончил Ленинградскую консерваторию по классу композиции Владимира Успенского (1975) и по классу фортепиано Павла Серебрякова (1978). Преподавал в средней специальной музыкальной школе при Ленинградской консерватории. В 1979 г. вступил в Союз композиторов СССР.
В 1991 г. эмигрировал в Словакию. Работал корепетитором в оперном театре города Банска-Быстрица, затем в 1992—1996 гг. преподавал в городской консерватории, в 1996—2008 гг. на кафедре музыкально-эстетического образования Университета Матея Бела. Одновременно с 2001 г. преподавал на кафедре композиции Высшей школы исполнительского искусства в Братиславе.
В советский период сочинял преимущественно для камерных составов: Соната для фортепиано «Семь отражений в „до“» (1983), «Импровизации Кандинского» для контрабаса и фагота, Соната для виолончели и ударных, Соната-прощание для виолончели и фортепиано (памяти музыкантов, погибших в дни войны); автор многочисленных вокальных произведений, среди которых выделяется цикл «Эпиграфы» на стихи Арсения Тарковского. Написал также музыку к телефильму «Сеанс одновременной игры» (1982, режиссёр А. Лебедев). В позднем творчестве значительное место занимают сочинения для солиста с оркестром.
Удостоен премии имени Яна Левослава Беллы (Словакия) и премии имени Дезидерия Задора (Украина).

## Семья
- Сын — кларнетист и педагог Виктор Иршаи.
- Брат — Арнольд Маркович Иршаи, фаготист, музыкальный педагог.